# Tanfield Railway
| Tanfield Railway | Tanfield Railway     |
| ---------------- | -------------------- |
| Tanfield Railway |                      |
| Streckenlänge:   | 4,8 km               |
| Spurweite:       | 1435 mm (Normalspur) |
|                  |                      |

Die Tanfield Railway ist eine Museumseisenbahn bei Gateshead in Tyne and Wear und County Durham, England.

## Lage
Die Normalspur-Strecke ist 4,8 km lang und verläuft vom südlichen Endbahnhof bei East Tanfield über Causey Arch, Andrews House und Marley Hill Sheds zum nördlichen Endbahnhof bei Sunniside (Gateshead). Sie verläuft auf der Trasse einer früheren Holzschienenbahn und späteren Dampfeisenbahn einer Kohlenzeche. Sie behauptet von sich, die älteste noch in Betrieb befindliche Bahn der Welt zu sein.
Die Eisenbahn bietet ganzjährig an Sonntagen Personen- und Güterverkehr mit historischen Dampf- und Dieselloks an.

## Kohlenbahn

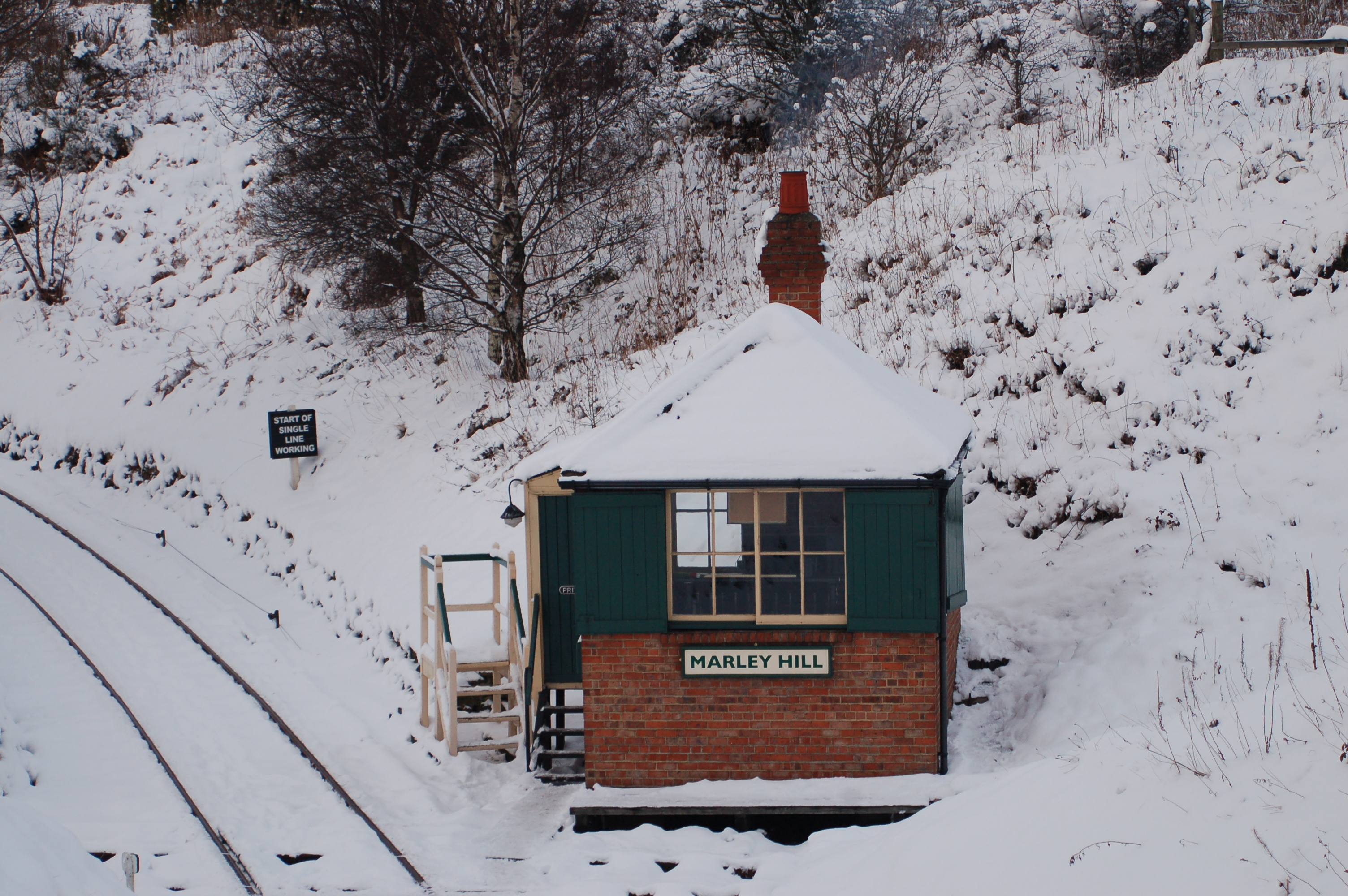
Marley Hill

Die Bahn wurde ursprünglich für den Transport von Kohle aus den Bergwerken von County Durham zu den Schiffanlegesestellen am Fluss Tyne gebaut. Der älteste Teil im Nordosten der Linie bei Lobley Hill stammt aus dem Jahr 1647, und war bis zur endgültigen Stilllegung im Jahr 1964 ununterbrochen im Einsatz.
Die Trasse und die Strukturen des ältesten Teils des heute noch erhaltenen Streckenabschnitts zwischen Sunniside und Causey stammt aus dem Jahre 1725 und sei somit laut Heritage Railway Association die weltweit älteste noch in Betrieb befindliche Bahn. Die Middleton Railway behauptet aber auch von sich, die älteste noch in Betrieb befindliche Bahn zu sein, weil sie laut einem Parlamentsgesetz von 1758 als erste eine Betriebserlaubnis erhalten habe.
Der Streckenabschnitt von  Causey nach East Tanfield wurde 1839 gebaut. Der Seilwindenschuppen bei Marley Hill wurde 1854 gebaut und war bis 1970 in Gebrauch. Dort befand sich bis zur Einführung von Lokomotiven eine Fördermaschine mit der die Kohlewagen den Hügel hinaufgezogen wurden.
Ursprünglich wurden die Wagen von Pferden auf Holzschienen gezogen. Der Umbau in eine konventionelle Eisenbahn begann 1837 und wurde 1840 abgeschlossen. Im Jahr 1881 wurden die ersten Dampflokomotiven eingesetzt und der Personenverkehr begann. Die Zeche Tanfield wurde 1964 geschlossen und die bis dahin vom National Coal Board betriebene Bahn wurde daraufhin geschlossen und deren Gleise abgebaut und verschrottet.

## Museumseisenbahn

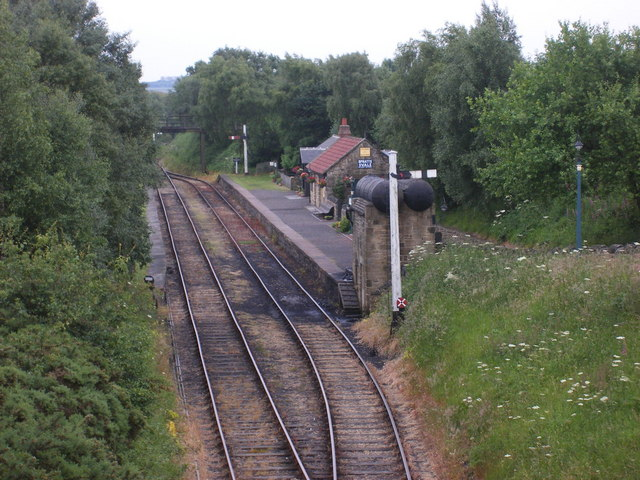
Bahnhof Andrews House

Die Museumseisenbahn geht auf ein Projekt in Marley Hill zurück, in dem die Lokomotiven Nr. 21 und Nr. 5 (Malleable, englisch für Temperguss) bis zur ersten öffentlichen Fahrt unter Dampf im Jahr 1973 generalüberholt wurden. Der erste Personenzug verkehrte mit den Lokomotiven Nr. 21, Nr. 32 and Sir Cecil A. Cochrane im August 1975.
Der Museumsbahnbetrieb  mit Personenzügen wurde am 2. Juli 1981 zwischen Marley Hill und Sunniside Station und mit einer offiziellen Eröffnung am 14. Juli 1982 gefeiert. Andrews House Station südlich von Marley Hill wurde zwischen 1987 und 1989 gebaut und mit Bahnsteigen, einem Wasserturm, einem Stationsgebäude und einer Fußgängerbrücke ausgestattet. Der erste Zug nach Süden bis Causey fuhr am 27. Juli 1991 mit der offiziellen Eröffnungsfeier am 15. August 1991. Der Zugbetrieb wurde am 18. Oktober 1992 weiter nach Süden bis zum derzeitigen Endbahnhof aufgenommen und der Bahnhof East Tanfield 1997 eröffnet.